# 第一大道車站 (BMT卡納西線)
第一大道車站（英語：First Avenue station）是美國紐約地鐵BMT卡納西線的地鐵站，位於曼哈頓格拉梅西、斯圖弗森鎮及東村第一大道及東14街交界，設有L線（任何時候停站）列車服務。

## 車站結構
| G        | 街道層   | 出入口 升降機位於： - Northwest corner of Avenue A and 14th Street - Southwest corner of Avenue A and 14th Street |
| M        | 夾層     | 閘機、車站詢問處、MetroCard自動售票機                                                                             |
| P 月台層 | 側式月台 | 側式月台 |
| P 月台層 | 西行     | ← 往第八大道 (第三大道)                                                                                           |
| P 月台層 | 東行     | → 往卡納西-洛克威公園道 (貝德福德大道) →                                                                          |
| P 月台層 | 側式月台 | |

此站在1924年6月30日作為「14街-東線」一部分啟用，由第六大道通過東河和威廉斯堡，前往蒙特羅斯大道及布什維克大道。
此站是曼哈頓最東面的卡納西線車站。此站以東將下穿東河到布魯克林威廉斯堡。
此站設有兩個側式月台和兩條軌道。

## 外部連結
- nycsubway.org—nycsubway.org BMT Canarsie Line: 1st Avenue
- Station Reporter — L Train
- The Subway Nut — 1st Avenue Pictures （页面存档备份，存于）
- First Avenue entrance from Google Maps Street View （页面存档备份，存于）
- Platforms from Google Maps Street View